# Marcel Damaschek
Marcel Damaschek (* 24. März 1997 in Köln) ist ein deutscher Fußballspieler.

## Karriere
Er entstammt der Jugendabteilung des 1. FC Köln. Zu Beginn der Saison 2016/17 wechselte er zum Drittligisten SG Sonnenhof Großaspach. Zu seinem Profidebüt in der 3. Liga kam er am 16. Dezember 2016 beim 2:1-Heimsieg gegen den FC Rot-Weiß Erfurt, bei dem er in der 86. Spielminute für Michaël Maria eingewechselt wurde.
Zur Saison 2017/18 wechselte er zum Regionalligisten Wuppertaler SV. Dies sollte allerdings ein kurzes Gastspiel beim WSV werden. Nach etwa 6 Wochen am 21. August 2017, löste Damaschek seinen Vertrag beim WSV wieder auf. Nur einen Tag später, am 22. August 2017, wurde sein Wechsel innerhalb der Regionalliga West zu Alemannia Aachen bekannt. Von dort wechselte er zunächst zum 1. FC Köln II zurück und spielte dort eine Saison im Team der U21. Zur Saison 2019/20 unterschrieb Damaschek schließlich in der Regionalliga Südwest einen Einjahresvertrag beim TSV Steinbach Haiger. Nach der Saison wechselte er zurück in die Regionalliga West zum Bonner SC.
Nach nur einer Spielzeit in Bonn, mit denen er am Saisonende 2020/21 den 19. Platz in der Regionalliga West belegte, wechselte er innerhalb der Liga zu Alemannia Aachen, wo er bereits von 2017 bis 2018 spielte. Damaschek absolvierte 2 Spielzeiten für die Alemannia mit 55 Einsätzen in der Liga und 7 Spielen im Mittelrheinpokal. Zur Spielzeit 2023/2024 wechselt Damaschek innerhalb der Regionalliga West zum 1. FC Düren.